# 原住民族委員会
原住民族委員会（げんじゅうみんぞくいいんかい）は中華民国行政院に属する、原住民行政を所管する機関。1996年に行政院原住民委員会として成立、2002年に現在の名称に改名された。

## 成立
1995年12月2日に行われた第三回立法委員選挙は、初めての中国国民党・民主進歩党・新党の3党がいずれも過半数に届かない「三党不過半」状態になることが予想されていた。実際には、国民党85名で、総数164名の立法院の過半数をぎりぎり上回ったが、そのうち6名は原住民議員（原住民議員定数は6名。全員が国民党に属した。）であり、彼らの造反はそのまま国民党の野党転落に繋がりかねなくなり、初めて原住民族がキャスティング・ボートを握った。
民進党・新党はその地盤が大きく異なるにもかかわらず、これを機に連立を画策、切り崩しのために原住民議員が旧来より求めていた「少数民族委員会」設立支持を決定し、実際に原住民議員である蔡中涵（アミ族）とワリス・ペリン（タイヤル族）は両党連立を支持する声明を出した。国民党側は、彼らを懐柔する一方で、党議拘束に逆らうはずがないと高をくくっていたため、2人の造反を実際に招くことになる。他の原住民議員は2人の先走りへの反発のために同調しなかった。
1996年2月1日に行われた立法院院長選挙は、第一回が80対80（無所属4名が無効票）、第二回が82対82（民進党議員1名が無効票）の結果、国民党側候補の劉松藩が選出された。蔡中涵とワリス・ペリンは国民党から除名処分を受けたが、勢力図が変わったわけではなく、2月23日の行政院院長に対する同意投票に際して、原住民議員は結束して国民党指導部に対し「少数民族委員会」の設置を求めた。これに対し国民党側は部会級（日本でいう省庁クラス）の「原住民委員会」の設置を確約、除名処分を受けた者を含む原住民議員6名全員が行政院院長として連戦を支持し、国民党は政局を乗り切った。
その後国民党側は約束した形式でない設置法を立法院に提出したが、これに対しては先住民議員は民進党と協力して反対し、国民党を強請ることで部会級の原住民委員会設置法を提出しなおさせ、最終的に11月1日に成立を見た。12月10日、世界人権デーに原住民委員会は正式に発足した。

## 名称
発足に際し、先住民議員はその名称として「原住民族委員会」を望んだが、憲法条文が「原住民族」の単語を採用した場合には改称するとの付帯決議付きで妥協した。
当時の憲法は、1994年の第三次改憲以前は「山地／平地山胞」の名称を使用していたが、改憲に伴い「山地／平地原住民」となっていた。台湾原住民権利促進委員会と先住民議員は「原住民族」への正名を求めてさらなる活動を行い、1997年の第4次改憲時に成功に至った。
なお、日本語では先住民（族）は一般的な語であるが、中国語では「先」には既にいない、という意味があるため、先住民は「過去にいた民族」という意味になってしまい、このような現に存在している人々に対しては使われない。

## 歴代主任委員
1. タラワク・カラギラン（Tjaravak Kadrangian、パイワン族）: 1996年6月1日 - 2000年5月20日
2. ヨハニ・イスカカブット（Yohani Isqaqavut、ブヌン族）: 2000年5月20日 - 2002年2月1日
3. アドロマウ・ダリヤロプ（Adulumau Daliyalrep、プユマ族）: 2002年2月1日 - -2005年3月10日
4. ワリス・ペリン（Walis Perin、タイヤル族）: 2005年3月10日 - 2007年5月21日
5. イチャン・パルー（Icyang Parod、アミ族）: 2007年5月21日 - 2008年5月20日
6. zh:章仁香（アミ族）: 2008年5月20日 - 2009年9月10日
7. パァラバン・ダナパン（Paelabang Danapan、プユマ族）: 2009年9月10日 - 2013年7月31日
8. マヤウ・ドンギ（Mayaw Dongi、アミ族）: 2013年8月1日 - 2016年5月20日
9. イチャン・パルー（Icyang Parod、アミ族）: 2016年5月20日 - 2024年5月19日
10. ラウツ・ジンルル（ Ljaucu Zingrur[3]、パイワン族）：2024年5月20日 -